# Vallery
Vallery é uma comuna francesa na região administrativa de Borgonha-Franco-Condado, no departamento de Yonne. Estende-se por uma área de 12,39 km². Em 2010 a comuna tinha 566 habitantes (densidade: 45,7 hab./km²).